# Camapuã (ort)
Camapuã är en ort i Brasilien.   Den ligger i kommunen Camapuã och delstaten Mato Grosso do Sul, i den södra delen av landet, 800 km sydväst om huvudstaden Brasília. Camapuã ligger 410 meter över havet och antalet invånare är 11 118.
Terrängen runt Camapuã är lite kuperad. Runt Camapuã är det mycket glesbefolkat, med 3 invånare per kvadratkilometer..
Omgivningarna runt Camapuã är huvudsakligen savann.